# Поляна (село, Поворинский район)
Поля́на — село в Поворинском районе Воронежской области.
Входит в состав Октябрьского сельского поселения.

## Население
| 2010 |
| ---- |
| 1    |